# Teresa Blanco Piñal
Teresa Blanco del Piñal (Santander, 14 de julio de 1947) es una pintora y escultora española.

## Biografía
Asiste en su juventud a los talleres de Waldo Aguiar en Madrid y Francisco Díez en Santander. 
Sus primeros pasos en el arte, se desarrollan en el mundo del retrato en el que destaca durante varios años, pintando y exponiendo a la sociedad de Santander, Palencia, Salamanca, Valladolid, Madrid, etc.
En 1981 comienza la carrera de Bellas Artes, que concluye en el año 1986, hecho que le hace cambiar radicalmente de trayectoria artística y estilo. 
En el año 1983 realiza una exposición con obras en gres y piedra artificial.
Colabora en el Concurso Internacional de Piano Paloma O`Shea, realizando un retrato al ganador desde el comienzo del Concurso. 
Tiene obra en el Parlamento de Cantabria, en el Museo de Bellas Artes de Santander y en colecciones particulares en a lo largo de todo el mundo.
Mencionada en el Diccionario de Pintores Españoles Contemporáneos de la Revista Época (enero de 1997) y en el Anuario de Arte editado por Revis-Art de Barcelona (Canart 97-98). 
Según su filosofía de trabajo,
__"Intento trasmitir, a través de mi obra, el sentimiento que anima e inspira mi trabajo, la búsqueda del conocimiento y de la luz. Compartir con las personas que conectan conmigo, esa porción nueva de luz que nos ha sido dada, esa fuente de vida que siendo la necesidad de comunicar a través de mi pintura y de mi escultura."__

## Exposiciones
- 2000 Galería de arte Carmen Carrión, Santander.
- 1997 Galería Jaditte de New York.
- 1997 Lincoln Center, Nueva Jersey.
- 1997 Universidad de New Jersey, USA.
- 1997 Art 97, Vancouver, Canadá.
- 1997 Galería Rizvan, Vancouver, Canadá.
- 1994 Atelier del Ludwig Forum, Aachen (Aquisgran), Alemania.
- 1992 Galería Caja Madrid, Zaragoza.
- 1992 Caja Postal, La Coruña.
- 1992 Centro Cultural La Vidriera, Maliaño, Cantabria.
- 1992 Expomertro, Madrid.
- 1992 Galería Amazuela, Santander.
- 1989 Galería Viento Verde, Laredo, Cantabria.
- 1987 Palacio de Sobrellano, Comillas, Cantabria.
- 1986 Club de la Moraleja, Madrid.
- 1986 Club Suizo, Madrid.
- 1986 MAS, Santander.[4]
- 1986 Centro de arte Serrano 5, Madrid.
- 1985 Sala María Blanchard, Santander.
- 1984 Casa de Cultura, Fuengirola, Málaga.
- 1984 Sala Vanguardia, Las Arenas, Bilbao.
- 1981 UIMP Palacio de la Magdalena, Santander.
- 1979 Ateneo, Salamanca.
- 1979 Caja de Ahorros, Palencia.
- 1978 Delegación de Turismo de Santander.
- 1978 Caja de Ahorros, Laredo, Cantabria.
- 1976 Sala ALERTA Santander.